# Åh kyrka
Åh kyrka är en kyrkobyggnad sedan 2011 i Ljungskile församling (tidigare Forshälla församling) i Göteborgs stift. Den ligger vid Åh Stiftsgård i Uddevalla kommun.

## Kyrkobyggnaden
Kyrkan uppfördes efter ritningar av Anders Funkquist och invigdes på midsommarafton 1940. Den hade bekostats av insamlade medel och låg i anslutning till Åh kyrkliga ungdomshem. Kyrkan återinvigdes 1955 efter att ha fått ett större kor utfört av byggmästare Henning Nilsson. Predikstolen byttes ut och ett färgat fönsterglas sattes in till vänster om altaret.
En förnyande renovering genomfördes under ledning av Erik Lundberg 1967-1969. Korets väggar och tak kläddes in i omålad träpanel och ett nytt altare och altarring tillkom. Läktarbröstningarna fick en bemålad panel.
Vid ytterligare en renovering 2001 under ledning av Magnus Wångblad utvidgades koret och orgeln flyttades ned från läktaren till koret. En ny sakristia tillkom, liksom ett barnrum. Fönsterväggen restaurerades enligt ursprungsritningen och en ramp för personer med funktionsnedsättning uppfördes.

## Inventarier
- Den norske konstnären Emanuel Vigeland kom 1943 till Åh, med en tavelduk ihoprullad under armen. Detta konstverk utgör numera altartavla.
- Kormattan Livets träd är en flossa som har komponerats av Barbro Nilsson.
- Antependiet på predikstolen har vävts av Annika Pleijel.

### Orgel
Den nuvarande orgeln kom till Åh kyrka 2007, och ersatte en äldre orgel. Den nya orgeln byggdes ursprungligen av A. Magnusson 1964 för Allhelgonakyrkan i Kortedala församling, men i samband med att Vårfrukyrkan såldes, skedde en omstrukturering av orglarna där och denna flyttades till Åh. Orgeln har två manualer och pedal och dispositionen är tydligt inspirerad av orgelrörelsen.